# Saint-Aulaye
Saint-Aulaye (okcitansko Senta Eulàlia) je naselje in občina v francoskem departmaju Dordogne regije Akvitanije. Leta 2008 je naselje imelo 1.354 prebivalcev.

## Geografija
Kraj leži v pokrajini Périgord ob reki Dronne njenem levem pritoku Rizonne, 55 km zahodno od Périgueuxa.

## Uprava
Saint-Aulaye je sedež istoimenskega kantona, v katerega so poleg njegove, vključene še občine Chenaud, Festalemps, La Jemaye, Parcoul, Ponteyraud, Puymangou, La Roche-Chalais, Saint-Antoine-Cumond, Saint-Privat-des-Prés, Saint-Vincent-Jalmoutiers in Servanches s 6.637 prebivalci.
Kanton Saint-Aulaye je sestavni del okrožja Périgueux.

## Zanimivosti
- romanska cerkev sv. Evlalije iz 12. stoletja,
- srednjeveška bastida iz 13. stoletja,
  - grad Château de Saint-Aulaye
- srednjeveški most na reki Rizonne,
- muzej konjaka